# Калеб Кушинг
Калеб Кушинг (англ. Caleb Cushing; 17 січня 1800 — 2 січня 1879) — американський державний діяч.
Син багатого кораблебудівника зі штату Массачусетс. У 13 років вступив до Гарвардського університету, закінчив його у 17-річному віці, з 1824 займався юридичною практикою. У 1825—1834 роках (а також і надалі в різні роки) був депутатом конгресу штату з перервою в 1829—1831 — ці роки Кушінг провів в Іспанії, присвятивши потім цій подорожі книгу «Спогади про Іспанію» (англ. «Reminiscences of Spain», 1833).
У 1835 починається кар'єра Кушинга як федерального політика. У 1835—1843 роках він сенатор. У 1843—1845 роках надзвичайний та повноважний посол США у Китаї (у 1844 уклав перший державний договір між США та Китаєм). У 1853—1857 роках Генеральний прокурор США. Надалі Кушинг виконував низку складних дипломатичних місій, зокрема був учасником делегації США під час переговорів у Колумбії про прокладання Панамського каналу (1868) і засіданні міжнародного трибуналу у Женеві у справі «Алабамы» (1871). Нарешті, в 1874—1877 роках Кушінг був надзвичайним та повноважним послом США в Іспанії.
Юридичний і дипломатичний досвід Кушинга був великий, та його політична позиція завжди відрізнялася непослідовністю: так, під час Громадянської війни він підтримав Північ, хоча раніше виступав проти скасування рабства. Саме відома непослідовність Кушинга викликала недовіру до нього багатьох американських політиків, внаслідок чого він не був у 1874 році затверджений на посаду судді Верховного суду США.
Крім згадуваних Іспанських спогадів, Кушингу належить ще кілька книг, у тому числі Огляд останньої революції у Франції (англ. Review of the late Revolution in France, 1833) і книга про Вашингтонський договір (англ. The Treaty of Washington, 1873).